# 空力加熱
空力加熱（くうりきかねつ、英語: Aerodynamic heating）は、空気の高速通過（または静的物体を通過する空気の通過）によって生成される固体の加熱であり、その運動エネルギーは、断熱加熱と、空気の粘度と速度に依存する速度での物体表面の表面摩擦によって熱に変換される。科学と工学では、流星、宇宙船の大気圏再突入、および超音速航空機の設計に関する懸念が最も多い。

## 物理
空気中を高速で移動する場合、物体の運動エネルギーは、空気の圧縮と摩擦によって熱に変換される。低速において空気が冷たい場合にはその物体は空気へも熱を奪われる。空気と空気の通過による熱の複合温度効果は、よどみ点温度と呼ばれる。実際の温度は回復温度と呼ばれる。隣接するサブレイヤーへのこれらの粘性散逸効果により、非等エントロピー過程を介して境界層の速度が低下する。次に、熱は高温の空気から表面材料に伝導し、その結果、材料の温度が上昇し、流れからのエネルギーが失われる。強制対流により、冷却されたガスが他の材料に補充され、プロセスが続行される。流れの停滞と回復温度は、流れの速度とともに増加し、高速で大きくなる。物体の総熱衝撃は、回復温度と流れの質量流量の両方の作用である。
空力加熱は、高速で密度が高い低気圧で最大になる。上記の対流プロセスに加えて、流れから体へ、またはその逆の熱放射もあり、正味の方向は互いの相対的な温度によって決まる。
空力加熱は、飛翔体（航空機、宇宙船及びロケット等）の速度とともに増加する。その影響は亜音速では最小限であるが、マッハ2.2を超える超音速では、飛翔体の構造と内部システムの設計と材料の考慮事項に影響を与えるため重要になってくる。
加熱効果は前縁で最大であるが、速度が一定であれば飛翔体全体が安定した温度まで加熱される。空力加熱は、高温に耐えることができる合金の使用、飛翔体の外部の断熱、またはアブレーション材料の使用によって対処される。

## 航空機

マッハ2のコンコルドの表面温度の分布を概略的に示す。

空力加熱は、超音速機および極超音速飛行にとって懸念事項である。
空力加熱によって引き起こされる主な懸念の1つは、翼の設計で発生する。亜音速の場合、翼の設計の2つの主な目標は、重量の最小化と強度の最大化。超音速および極超音速で発生する空力加熱は、翼構造解析において考慮事項を追加する。理想的な翼構造は、スパー（航空）、ストリンガー（ロンジロン）、およびスキン(航空)セグメントで構成される。
通常、亜音速を飛行する翼では、翼に作用する揚力によって引き起こされる軸方向および曲げ応力に耐えるのに十分な数のストリンガーが必要で、ストリンガー間の距離は、スキンパネルが座屈しないように間隔を小さくする必要がある。パネルは、翼の持ち上げ力によってパネルに存在するせん断応力とせん断流に耐えるのに十分な厚さが必要がある。ただし、翼の重量はできるだけ小さくする必要があるため、ストリンガーとスキンの材質の選択は重要な要素になってくる。
超音速では、空力加熱がこの構造解析に別の要素を追加する。通常の速度では、スパーとストリンガーは、揚力、1次および2次慣性モーメントおよびスパーの長さの関数であるDeltaPと呼ばれる荷重を受ける。より多くのスパーとストリンガーがある場合、各部材のDeltaPが減少し、ストリンガーの面積を減少させて、臨界応力要件を満たすことができる。ただし、空気から流れるエネルギー（これらの高速での表面摩擦によって加熱される）によって引き起こされる温度の上昇は、スパーに熱負荷と呼ばれる別の負荷率を追加する。この熱負荷により、ストリンガーが感じる正味の力が増加するため、臨界応力要件を満たすには、ストリンガーの面積を増やす必要がある。
空力加熱が航空機の設計にもたらすもう1つの問題は、一般的な材料特性に対する高温の影響である。航空機の翼の設計に使用されるアルミニウムや鋼などの一般的な材料は、温度が極端に高くなると強度が低下する。材料が受ける応力とひずみの比率として定義される材料のヤング率は、温度が上昇するにつれて減少する。ヤング率は、翼の材料の選択において重要である。値が高いほど、材料は揚力と熱負荷によって引き起こされる降伏応力とせん断応力に耐えることがでる。これは、ヤング率が、軸方向部材の臨界座屈荷重とスキンパネルの臨界座屈せん断応力を計算するための方程式の重要な要素であるため。
空力加熱によって引き起こされる高温で材料のヤング率が低下する場合、航空機が超音速になるにつれて強度が低下することを説明するために、翼の設計ではより大きなスパーとより厚いスキンセグメントが必要になる。空力加熱が誘発する高温でその強度を保持するいくつかの材料がある。インコネルX-750は、1958年に極超音速で飛行した北米の航空機であるX-15の機体の一部に使用された。チタンは、高温でも高強度の材料であり、超音速機の翼フレームによく使用される。SR-71は、温度を下げるために黒く塗られたチタンスキンパネルを使用し、膨張に対応するために波形になっている。
初期の超音速航空機の翼のもう1つの重要な設計概念は、翼型上の流れの速度が自由流の速度から大きく増加しないように、厚みと弦の比率を小さくすることであった。流れはすでに超音速であるため、速度をさらに上げることは翼構造にとって有益ではない。翼の厚さを減らすと、上部と下部のストリンガーが互いに近づき、構造の総慣性モーメントが減少する。これにより、ストリンガーの軸方向荷重が増加するため、ストリンガーの面積と重量を増やす必要がある。超音速ミサイルの一部の設計では、前縁に液体冷却を使用している（通常はエンジンに向かう途中の燃料）。スプリントミサイルの熱シールドは、マッハ10の温度に対して数回の設計変更が必要であった。

## 再突入機

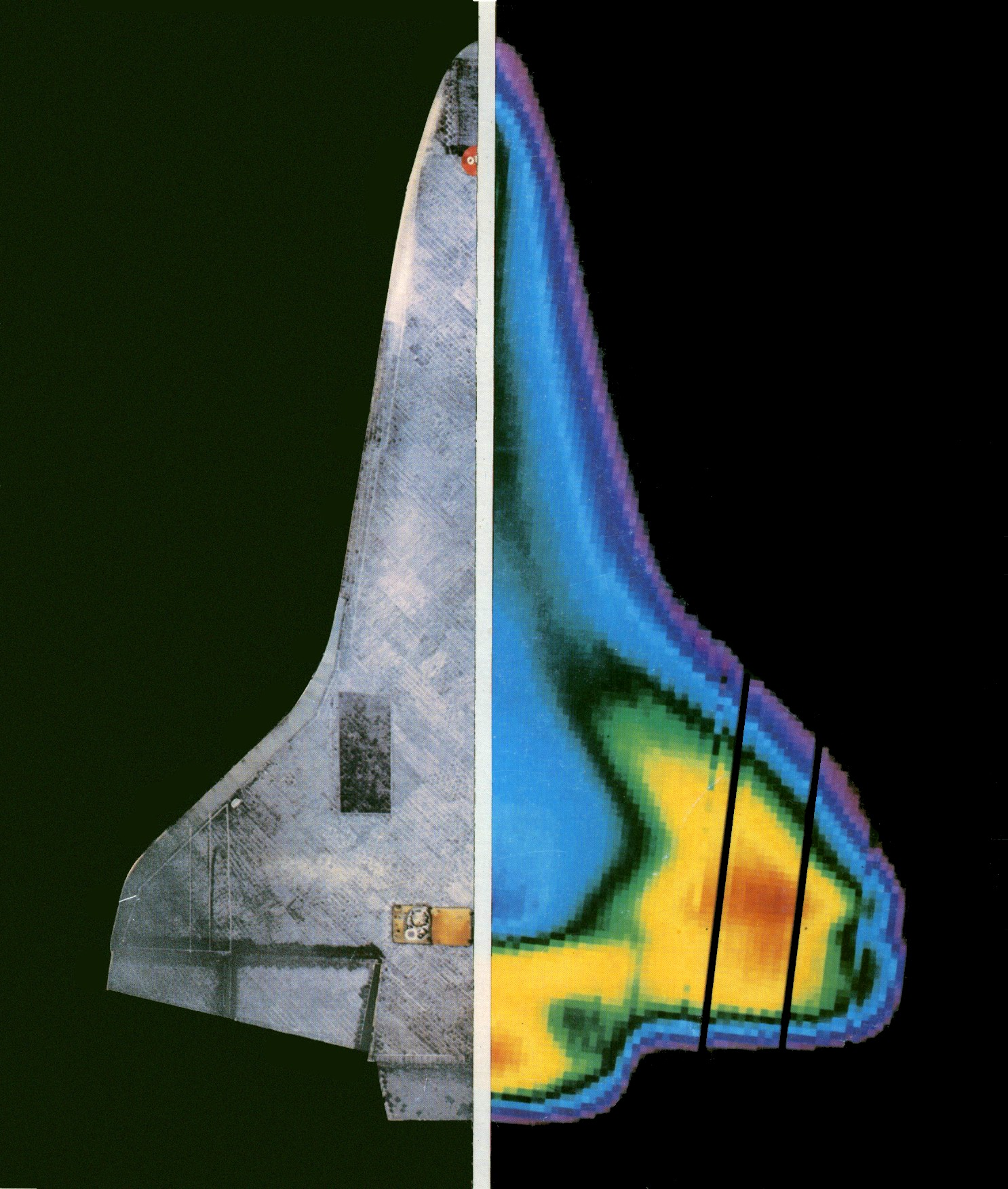
再突入時のスペースシャトルの表面温度（赤外線写真）

特別な技術が使用されない限り、非常に高い再突入速度（マッハ20以上）によって引き起こされる加熱は、飛翔体を破壊するのに十分である。マーキュリー、ジェミニ、アポロで使用されているような初期の宇宙カプセルは、スタンドオフのバウショックを生成するために鈍い形状が与えられ、熱の大部分が周囲の空気に放散されることを可能にした。さらに、これらの宇宙カプセルには、高温でガスに昇華するアブレーション材料が含まれていた。昇華の行為は、空力加熱からの熱エネルギーを吸収し、カプセルを加熱するのではなく、材料を侵食する。マーキュリー宇宙船の熱シールドの表面には、アルミニウムがガラス繊維で何層にもコーティングされており、1,100 °C (1,370 K)度に上がると層が蒸発して熱を奪う。宇宙船外部は熱くなるが、内部には影響はない。スペースシャトルは、アルミニウム製の機体への伝導を防ぎながら、下面に断熱タイルを使用して機体の熱を吸収および放射した。スペースシャトル・コロンビアの離陸中の熱シールドの損傷は、再突入時の熱シールドの破壊につながった。